# Özer Umdu
Özer Umdu (* 1. Januar 1952 in Balıkesir) ist ein ehemaliger türkischer Fußballspieler. 

## Vereinskarriere
Umdu begann seine Karriere in seiner Heimat bei Balıkesirspor. Ihm gelang mit seinen Teamkollegen der Aufstieg in die 1. Lig nach der Saison 1974/75. Nach seiner ersten Saison in der 1. Lig wechselte der Stürmer zum Ligakonkurrenten Zonguldakspor und danach zu Adanaspor. Bei Adanaspor erlebte Umdu seinen einzigen sportlichen Erfolg. Er wurde mit 15 Toren Torschützenkönig der Saison 1978/79. Nach einer weiteren Saison in Adana ging er zu Beşiktaş Istanbul und kehrte nach einem Jahr zurück zu Adanaspor. Dort spielte er vier Jahre und beendete seine Karriere 1984.

## Erfolge
Balıkesirspor
- Aufstieg in die Süper Lig (Saison 1974/75)

Adanaspor
- Torschützenkönig der Saison 1978/79